# Holotrichia sericeicollis
Holotrichia sericeicollis är en skalbaggsart som beskrevs av Moser 1915. Holotrichia sericeicollis ingår i släktet Holotrichia och familjen Melolonthidae. Inga underarter finns listade i Catalogue of Life.